# 門倉有希
門倉 有希（かどくら ゆき）、本名・金田 充恵（かねだ みつえ、1973年〈昭和48年〉12月1日 - 2024年〈令和6年〉6月6日）は、日本の歌手。女性。門倉有希音楽事務所に所属、所属レーベルはビクターエンタテイメント。
1994年に「鴎…カモメ」でデビュー。ハスキーで伸びやかな歌声で、1996年にNHK新人歌謡コンテストで「女の漁歌」を歌いグランプリを獲得し、その年のNHK紅白歌合戦に初出場した。1998年に発売したシングル「ノラ」は80万枚を売り上げるロングヒットとなり、カラオケを中心に人気を集めた。

## 来歴
福島県須賀川市出身。実家は酒屋で、歌が好きな祖父の影響もあり幼少期は地下の倉庫で歌って過ごした。初めて歌ったのは3歳の時で西田佐知子の「アカシアの雨がやむとき」だったという。14歳のときに「第2の都はるみ」を探す新人オーディションに応募し全国大会までいったが、そこで規定の15歳以上に達していないことがバレて、都はるみから「学業と歌に専念しなさい」と忠告をうける。学校法人石川高等学校では野球部のマネージャーをつとめ、1年生のときに甲子園に出場した。
17歳のときにレコード会社のオーディションをうけたことをきっかけにプロ歌手の道へ入る。日本コロムビアで美空ひばりのプロデューサーをつとめた境弘邦が門倉の歌声に惚れてスカウトし、1992年に境は日本コロムビアを退社して門倉のプロデュースにあたった。デモテープをたまたま聴いた作曲家の浜圭介が曲を書きたいと言い、浜からレッスンを受ける。
1994年2月23日、ビクターから『鴎…カモメ』でデビューする。新人賞レースを順調に走ってきたが、同年10月19日、所属事務所とレコード会社が門倉の休養を発表し、年内のスケジュールも白紙となった。突然の休養について所属事務所は精神的疲弊を理由としたが、一部のマスメディアからは男性と失踪したなどの報道がなされた。
その後、芸能活動を再開し、1996年、第六回NHK新人歌謡コンテストで『女の漁歌』を歌いグランプリを受賞し、その年の第47回NHK紅白歌合戦に出場する。甲子園と紅白の両方に「出場」した初めての女性歌手として話題になった。同年、「女の漁歌」で第29回日本有線大賞・有線音楽賞を受賞する。
ベスト盤に収録した木下結子のカバー曲「ノラ」をライブやコンサートで披露したところ好評を得たことから、1998年にシングルカットして8枚目のシングル『ノラ』をリリース、累計で80万枚を超えるロングヒットとなった。2006年、「恋人たち」で第39回日本有線大賞・有線音楽賞を受賞する。
2012年、NHKによる東日本大震災の復興支援ソング「花は咲く」に参加する。2014年10月10日には初の海外コンサートをシンガポールでおこなった。2015年には須賀川市の観光牡丹大使に就任した。2016年、作曲家三木たかしの未発表曲「恋猫」を、元NHKで現フリーアナウンサーの宮本隆治とデュエットし「ユキ＆リュウジ」名義でリリースした。
2018年8月頃に胸部に異常を感じるが普通のできものと思い、痛みは感じつつも市販の塗り薬で対処し仕事を続けていた。2019年2月に貧血で倒れ緊急入院し、検査をうけたところ乳がんが判明した。放射線治療などを受け、3月には故郷須賀川でのコンサートを実施した。2019年9月18日、ブログで乳がんの治療を行っていたことを報告した。同年、長年交際していた男性と結婚した。
2022年12月の「金沢明子&門倉有希xmas ジョイントランチショー」をもって音楽活動を休止し、その後は入退院を繰り返していたが、2024年6月6日午前5時30分、乳がんのため東京都内の病院で死去した。50歳没。6月12日、東京大田区の臨海斎場での通夜には約300人が参列した。13日に葬儀・告別式がおこなわれた。戒名は歌楽院真心一路恵愛清大姉（からくいんしんじんいちろけいあいせいたいし）。
一周忌を迎えた2025年6月6日に、デジタル・シングル「ラナンキュラス -Acoustic RememVer.-」がリリースされた。

## 人物
- 母親の影響で子供の頃から矢沢永吉の大ファンで、ライブ観戦は勿論、ライブビデオやインタビュー記事も全部収集し、落ち込むとそれを見て"頑張らないと!"と励まされているという[34]。
- 大の猫好きで知られ、小動物介護士、小動物看護士、ドッグシッターの資格を取得しており、愛猫と長く幸せに暮らすコツを紹介したエッセイ本も出版している[6][35]。

## ディスコグラフィ

### シングル
- 全てビクターエンタテインメントからリリース。

| #  | 発売日          | 曲順 | タイトル                                  | 作詞         | 作曲                      | 編曲              | 規格品番   |
| -- | --------------- | ---- | ----------------------------------------- | ------------ | ------------------------- | ----------------- | ---------- |
| 1  | 1994年 2月23日  | 01   | 鴎…カモメ                                 | 荒木とよひさ | 浜圭介                    | 今泉敏郎          | VIDL-10477 |
| 1  | 1994年 2月23日  | 02   | 硝子の海峡                                | 荒木とよひさ | 浜圭介                    | 今泉敏郎          | VIDL-10477 |
| 2  | 1995年 6月21日  | 01   | どうせ東京の片隅に                        | 荒木とよひさ | 浜圭介                    | 川村栄二          | VIDL-10659 |
| 2  | 1995年 6月21日  | 02   | 波止場                                    | 荒木とよひさ | 浜圭介                    | 今泉敏郎          | VIDL-10659 |
| 3  | 1996年 2月21日  | 01   | どん底                                    | 荒木とよひさ | 浜圭介                    | 川村栄二          | VIDL-11013 |
| 3  | 1996年 2月21日  | 02   | ひまわり                                  | 荒木とよひさ | 浜圭介                    | 川村栄二          | VIDL-11013 |
| 4  | 1996年 7月24日  | 01   | 女の漁歌                                  | 荒木とよひさ | 浜圭介                    | 今泉敏郎          | VIDL-11026 |
| 4  | 1996年 7月24日  | 02   | いつか母の子守唄                          | 荒木とよひさ | 浜圭介                    | 今泉敏郎          | VIDL-11026 |
| 5  | 1997年 3月21日  | 01   | 北の駅                                    | 荒木とよひさ | 浜圭介                    | 若草恵            | VIDL-11039 |
| 5  | 1997年 3月21日  | 02   | 捨て猫                                    | 荒木とよひさ | 浜圭介                    | 川村栄二          | VIDL-11039 |
| 6  | 1997年 8月21日  | 01   | おんなの望郷歌                            | 里村龍一     | 徳久広司                  | 南郷達也          | VIDL-30057 |
| 6  | 1997年 8月21日  | 02   | 花かんざし                                | 里村龍一     | 徳久広司                  | 南郷達也          | VIDL-30057 |
| 7  | 1998年 2月21日  | 01   | ナザレの舟唄                              | 阿久悠       | 浜圭介                    | 今泉敏郎          | VIDL-30189 |
| 7  | 1998年 2月21日  | 02   | 嘆き節はやめにして                        | 阿久悠       | 浜圭介                    | 今泉敏郎          | VIDL-30189 |
| 8  | 1998年 8月21日  | 01   | ノラ                                      | ちあき哲也   | 徳久広司                  | 今泉敏郎          | VIDL-30248 |
| 8  | 1998年 8月21日  | 02   | ひまわり                                  | 荒木とよひさ | 浜圭介                    | 川村栄二          | VIDL-30248 |
| 9  | 2000年 3月23日  | 01   | 眠っちまった恋人は                        | ちあき哲也   | 徳久広司                  | 今泉敏郎          | VIDL-30483 |
| 9  | 2000年 3月23日  | 02   | 横着者                                    | ちあき哲也   | 徳久広司                  | 今泉敏郎          | VIDL-30483 |
| 10 | 2000年 12月16日 | 01   | 愛に疲れて                                | 小田めぐみ   | J.Ian                     | 宮崎慎二          | VIDL-30516 |
| 10 | 2000年 12月16日 | 02   | 哀しみWALTZ                               | 伊藤薫       | 伊藤薫                    | 若草恵            | VIDL-30516 |
| 11 | 2001年 7月25日  | 01   | 哀愁エリア                                | ちあき哲也   | 山川三郎                  | 伊戸のりお        | VIDL-30529 |
| 11 | 2001年 7月25日  | 02   | 愛に壊れて                                | 小田めぐみ   | 樋口スバル                | 伊戸のりお        | VIDL-30529 |
| 12 | 2002年 4月24日  | 01   | こぼれ花                                  | 森田由美     | 浜圭介                    | 若草恵            | VIDL-30539 |
| 12 | 2002年 4月24日  | 02   | ひき潮                                    | 門谷憲二     | 浜圭介                    | 川村栄二          | VIDL-30539 |
| 13 | 2002年 11月1日  | 01   | 幕間－まくあい－                          | 小田めぐみ   | 浜圭介                    | 若草恵            | VIDL-30546 |
| 13 | 2002年 11月1日  | 02   | 姫女苑                                    | 山崎ハコ     | 山崎ハコ                  | 川村栄二          | VIDL-30546 |
| 14 | 2003年 2月21日  | 01   | J                                         | 佐藤純子     | 李世建                    | 今泉敏郎          | VICL-35471 |
| 14 | 2003年 2月21日  | 02   | めぐり逢い紡いで                          | るい         | 大塚博堂                  | 今泉敏郎          | VICL-35471 |
| 15 | 2004年 9月22日  | 01   | グッバイ                                  | 浜崎奈津子   | 浜崎奈津子                | 岩本正樹          | VICL-35702 |
| 15 | 2004年 9月22日  | 02   | 桜のそら                                  | 佐藤純子     | 金範修                    | 今泉敏郎          | VICL-35702 |
| 16 | 2005年 5月18日  | 01   | 少年                                      | 荒木とよひさ | 浜圭介                    | 川村栄二          | VICL-35819 |
| 16 | 2005年 5月18日  | 02   | 海の恋唄                                  | 山崎ハコ     | 山崎ハコ                  | 川村栄二          | VICL-35819 |
| 17 | 2005年 9月22日  | 01   | Jun                                       | 山本茉莉     | 浜圭介                    | 今泉敏郎          | VICL-35885 |
| 17 | 2005年 9月22日  | 02   | 傷心者                                    | 山本茉莉     | 浜圭介                    | 今泉敏郎          | VICL-35885 |
| 18 | 2006年 7月26日  | 01   | 恋人たち                                  | 阿久悠       | 宇崎竜童                  | 岩本正樹          | VICL-36150 |
| 18 | 2006年 7月26日  | 02   | 2001年猫まつり                            | 阿久悠       | 宇崎竜童                  | ヒロ☆ヒロユキ     | VICL-36150 |
| 19 | 2007年 2月21日  | 01   | 泣かせてよ                                | ちあき哲也   | 多々納好夫                | 岩本正樹          | VICL-36220 |
| 19 | 2007年 2月21日  | 02   | ちえこ                                    | ちあき哲也   | 多々納好夫                | 岩本正樹          | VICL-36220 |
| 20 | 2007年 10月17日 | 01   | 穢れなき瞳                                | 友利歩未     | 西つよし                  | 笛吹利明          | VICL-36348 |
| 20 | 2007年 10月17日 | 02   | 漂流船                                    | 田久保真見   | 多々納好夫                | 笛吹利明          | VICL-36348 |
| 21 | 2008年 5月21日  | 01   | カトレア                                  | ちあき哲也   | 杉本眞人                  | 船山基紀          | VICL-36432 |
| 21 | 2008年 5月21日  | 02   | 哀愁の扉                                  | ちあき哲也   | 杉本眞人                  | 船山基紀          | VICL-36432 |
| 22 | 2009年 3月25日  | 01   | 鬼百合                                    | 田久保真見   | 杉本眞人                  | 笛吹利明          | VICL-36495 |
| 22 | 2009年 3月25日  | 02   | 合鍵                                      | 田久保真見   | 杉本眞人                  | 笛吹利明          | VICL-36495 |
| 23 | 2009年 9月23日  | 01   | 友情                                      | 荒木とよひさ | 松本俊明                  | 新川博            | VICL-36533 |
| 23 | 2009年 9月23日  | 02   | 懺悔                                      | 荒木とよひさ | 羽場仁志                  | 白井良明          | VICL-36533 |
| 24 | 2010年 6月23日  | 01   | 放されて                                  | 吉田旺       | 徳久広司                  | 岩本正樹          | VICL-36594 |
| 24 | 2010年 6月23日  | 02   | 情熱                                      | 浜崎奈津子   | 浜崎奈津子                | 佐々木博史        | VICL-36594 |
| 25 | 2011年 4月20日  | 01   | 情熱                                      | 浜崎奈津子   | 浜崎奈津子                | 佐々木博史        | VICL-36638 |
| 25 | 2011年 4月20日  | 02   | 満月                                      | 荒木とよひさ | 鈴木キサブロー            | 白井良明          | VICL-36638 |
| 26 | 2012年 4月25日  | 01   | 蝶                                        | 流川さつき   | 流川さつき                | 岩本正樹          | VICL-36697 |
| 26 | 2012年 4月25日  | 02   | 花は咲く                                  | 岩井俊二     | 菅野よう子                | 佐々木博史        | VICL-36697 |
| 27 | 2013年 5月22日  | 01   | 私は今、生きている                        | 流川さつき   | 流川さつき                | 佐々木博史        | VICL-36782 |
| 27 | 2013年 5月22日  | 02   | 逢いたい                                  | 浜崎奈津子   | 浜崎奈津子                | 佐々木博史        | VICL-36782 |
| 28 | 2014年 6月25日  | 01   | いいから抱いて…                           | 朝倉翔       | 大谷明裕                  | 竜崎孝路          | VICL-36926 |
| 28 | 2014年 6月25日  | 02   | そやけど                                  | 田村文重     | 渡辺雄一                  | 佐々木博史        | VICL-36926 |
| 29 | 2015年 6月24日  | 01   | 気まぐれ女の恋心                          | 小泉義隆     | 小泉義隆                  | 塚田剛            | VICL-37074 |
| 29 | 2015年 6月24日  | 02   | さよならのひらがなは お洒落に消しましょう | 鷹梁恵一     | 小泉義隆                  | 工藤恭彦          | VICL-37074 |
| 29 | 2015年 6月24日  | 03   | わかれうた                                | 中島みゆき   | 中島みゆき                | 多田三洋          | VICL-37074 |
| 30 | 2017年 7月19日  | 01   | ひまわり                                  | 荒木とよひさ | 浜圭介                    | 川村栄二          | VICL-37278 |
| 30 | 2017年 7月19日  | 02   | 景子                                      | 伊藤敏博     | 伊藤敏博                  | 今泉敏郎          | VICL-37278 |
| 31 | 2019年 5月22日  | 01   | あなたがすべて～Only Love～               | 荒木とよひさ | 杉本眞人                  | 周防泰臣          | VICL-37476 |
| 31 | 2019年 5月22日  | 02   | 心も身体も                                | 荒木とよひさ | 杉本眞人                  | 高田 透           | VICL-37476 |
| 32 | 2020年 11月18日 | 01   | メトロ                                    | 荒木とよひさ | 浜圭介                    | 周防泰臣          | VICL-37568 |
| 32 | 2020年 11月18日 | 02   | ど真中のブルース                          | 荒木とよひさ | 浜圭介                    | 周防泰臣          | VICL-37568 |
| 33 | 2022年 10月26日 | 01   | 幸せの分かれ道                            | 朝比奈京仔   | 桧原さとし                | 不知火丞          | VICL-37658 |
| 33 | 2022年 10月26日 | 02   | ラナンキュラス                            | shungo.      | shungo. 大谷靖夫 中村結花 | 大谷靖夫 不知火丞 | VICL-37658 |

### デュエット・シングル
| 発売日         | デュエット | 曲順 | タイトル         | 作詞       | 作曲       | 編曲     | 規格品番   |
| -------------- | ---------- | ---- | ---------------- | ---------- | ---------- | -------- | ---------- |
| 2016年 3月16日 | 宮本隆治   | 01   | 恋猫             | 友利歩未   | 三木たかし | 周防泰臣 | VICL-37153 |
| 2016年 3月16日 | 宮本隆治   | 02   | 東京ムーンライト | 冬弓ちひろ | 三木たかし | 塚田剛   | VICL-37153 |

## 映像作品
| 発売日        | タイトル                                      | 規格品番 | 備考 |
| ------------- | --------------------------------------------- | -------- | ---- |
| 2006年12月6日 | 門倉有希シングルヒストリー《映像集》1994-2006 | VIBL-361 | DVD  |
| 2008年2月23日 | 門倉有希ライブ～J-style～                     | VIBL-409 | DVD  |

## 写真集
- 『ブルー・ファイヤー : 門倉有希写真集』 谷口征 撮影、竹書房、1997年9月、ISBN 4-8124-0314-6

## 著書
- 『長生きねことの暮らし支度』 PHP研究所、2015年4月25日、ISBN 978-4-569-82238-9
- 『ノラ : こんな人間に飼われてはいけない5ヵ条』 かどくらゆき 作、永井みさえ 絵、南の風社、2017年9月、ISBN 978-4-86202-087-1

## 主なテレビ出演
- NHK歌謡コンサート（NHK総合）
- BS日本のうた（NHK BSプレミアム）
- 新・BS日本のうた（NHK BSプレミアム）
- 木曜8時のコンサート（テレビ東京）
- 年忘れにっぽんの歌（テレビ東京）
- NHKのど自慢（NHK総合・ラジオ第1）

### NHK紅白歌合戦出場歴
| 年度/放送回              | 回 | 曲目     | 出演順 | 対戦相手 |
| ------------------------ | -- | -------- | ------ | -------- |
| 1996年（平成8年）/第47回 | 初 | 女の漁歌 | 03/25  | TOKIO    |